# Clinafloxacina
La  clinafloxacina (nella fase sperimentale conosciuta anche con la sigla PD 127391, AM-1091 e CI-960) è un antibiotico che appartiene alla classe dei fluorchinoloni di quarta generazione.

## Farmacodinamica
Come tutti i chinoloni agisce interrompendo la replicazione delle molecole dell'acido deossiribonucleico nei batteri. Ciò avviene grazie alla inibizione selettiva di due tipi di enzima topoisomerasi, la DNA–girasi (conosciuta anche come topoisomerasi II) e la topoisomerasi IV. Questi due enzimi sono fondamentali per la cellula batterica, regolando i processi di duplicazione, trascrizione e riparazione dell'acido deossiribonucleico (DNA) nei batteri. Il blocco di entrambi gli enzimi porta quindi alla morte del batterio.
La molecola è dotata di un ampio spettro di azione, molto simile a quello di altri composti della stessa classe (ad esempio la ciprofloxacina).
L'antibiotico risulta efficace nei confronti di germi appartenenti alla famiglia delle Enterobacteriaceae, Bacteroides fragilis, Haemophilus influenzae, Neisseria meningitidis, Pseudomonas aeruginosa e Streptococcus pneumoniae.
Nell'essere umano i due enantiomeri, R- and S-clinafloxacina, si caratterizzano per una sovrapponibilità della potenza antibiotica, dell'assorbimento e dei meccanismi di eliminazione.

## Farmacocinetica
A seguito di assunzione per via orale il composto viene rapidamente assorbito dal tratto gastrointestinale e la concentrazione plasmatica di picco (Cmax) viene generalmente raggiunta entro 1 ora. 
L'emivita di eliminazione del farmaco è di circa 6 ore. Il volume di distribuzione della molecola è decisamente maggiore rispetto all'acqua corporea totale (TBW total body water).
Il farmaco viene eliminato dall'organismo in prevalenza attraverso l'emuntorio renale (il 58,8% della dose assunta entro 24 ore e il 71,8% entro le 72 ore).

## Usi clinici
Il farmaco è stato oggetto di studio nel trattamento delle infezioni severe della cute e dei tessuti molli (ad esempio nelle infezioni associate a piede diabetico), ove ha dimostrato una efficacia paragonabile a quella della associazione piperacillina/tazobactam. È stato inoltre utilizzato con successo nel trattamento di gravi infezioni addominali, nelle endocarditi e in soggetti affetti da granulocitopenia.

## Effetti collaterali e indesiderati
Nel corso del trattamento con la clinafloxacina, così come con altre molecole appartenenti alla classe dei fluorchinoloni, si possono verificare alcuni eventi avversi a carico dell'apparato digerente (dispepsia, nausea, vomito, diarrea, dolore addominale) e del sistema nervoso (cefalea, stato di agitazione, insonnia, vertigine). In alcuni soggetti sono stati segnalati disturbi della cute (prurito, esantema, eritema, orticaria, rash cutaneo).

## Controindicazioni
Il farmaco è controindicato nei soggetti con ipersensibilità nota al principio attivo, ad altri fluorchinoloni e molecole chimicamente simili, oppure ad uno qualsiasi degli eccipienti contenuti nella formulazione farmaceutica.